# Julian Markowski
Julian Marian Szeliga Markowski (ur. w 1846 we Lwowie, zm. 13 stycznia 1903 tamże) – polski rzeźbiarz, twórca wielu lwowskich pomników.

## Życiorys

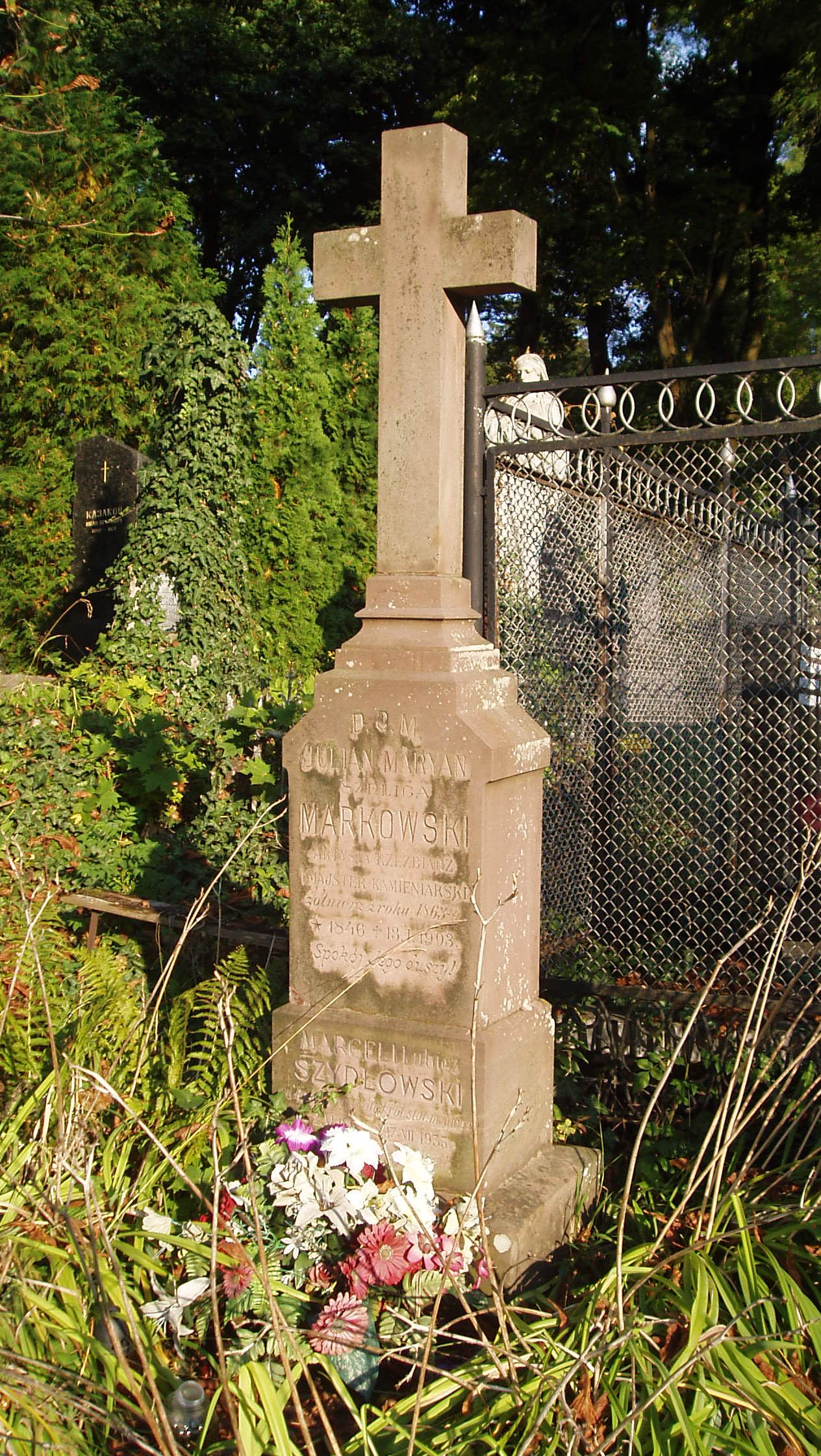
Nagrobek Juliana Markowskiego

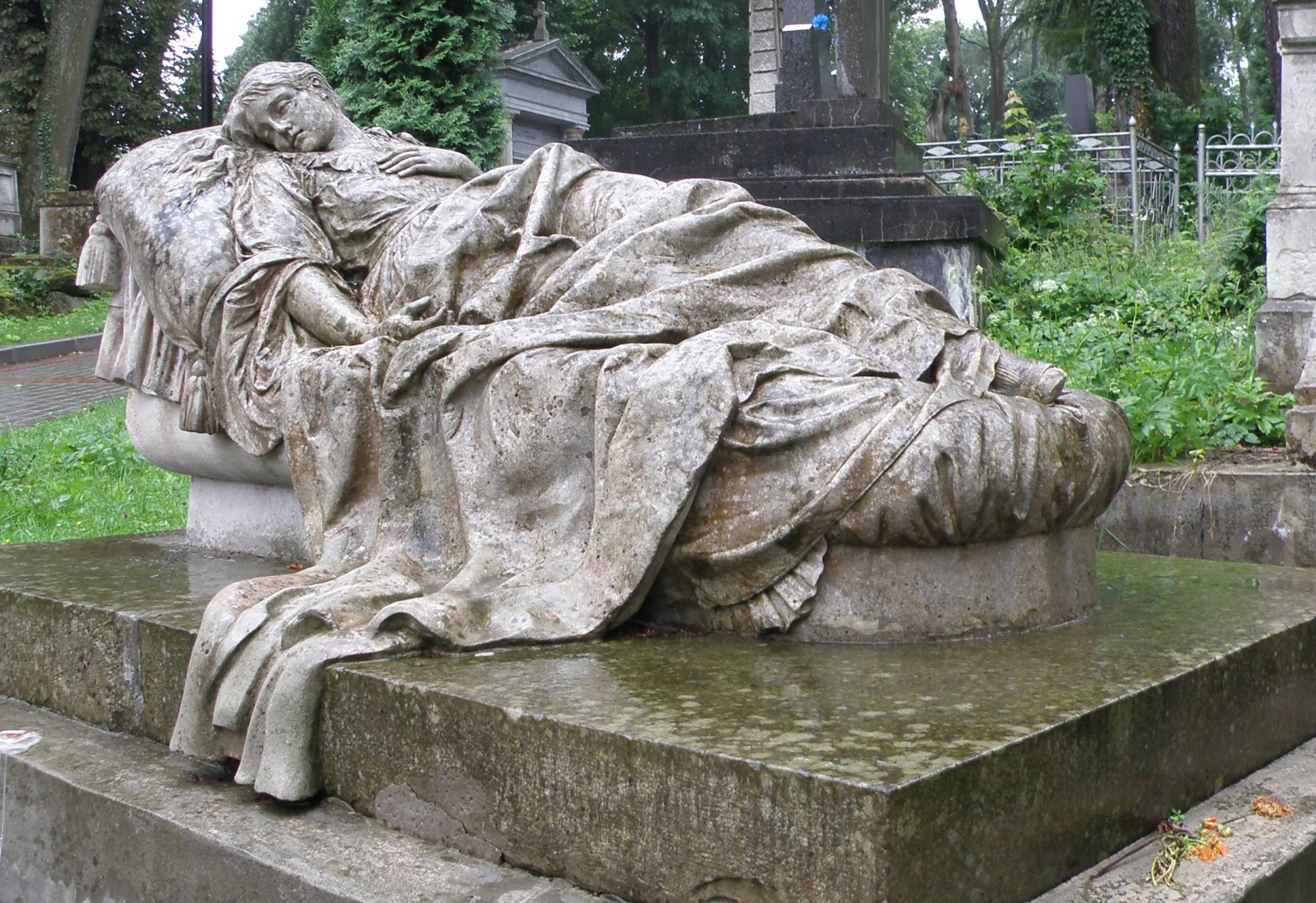
Grobowiec Józefy Markowskiej na cmentarzu Łyczakowskim

Urodził się z ojca Mikołaja i matki Marii z Schimserów. Był wnukiem zasłużonego lwowskiego rzeźbiarza Jana Schimsera. Mając 17 lat przystąpił do powstaniu styczniowego. Służył jako podoficer walczył w oddziałach Leona Czachowskiego (pod Potokiem, pod Lipinami, nad Tanwią, pod Krzeszowską Hutą, gdzie został raniony bagnetem w lewą rękę) i Aleksandra Waligórskiego (pod Borowem). We Lwowie pełnił funkcję adiutanta dzielnicy IV. Zajmował się werbunkiem do oddziału Waligórskiego, poborem podatków, służył w policji narodowej.
Po upadku powstania przedostał się przebrany za kobietę do Lwowa i występował jako aktor w teatrze wędrownym Lobojków. Przyjaźnił się z Arturem Grottgerem i pod jego wpływem podjął decyzję o poświęceniu się rzeźbiarstwu. W 1867 wrócił do Lwowa. Uczył się rzeźby u lwowskiego rzeźbiarza Parysa Filippiego, później dzięki wsparciu finansowemu rodziny Dzieduszyckich w latach 1867–1868 u mistrzów wiedeńskich. Po powrocie do Lwowa w 1870 założył blisko cmentarza Łyczakowskiego zakład rzeźbiarsko-kamieniarski, który wykonywał głównie pomniki nagrobne, ale też pomniki, rzeźbę dekoracyjną, posągi do gmachów publicznych, wykonane w stylu akademickiego historyzmu. Do grona jego uczniów należeli Grzegorz Kuźniewicz, Wojciech Brzega.
Zmarł nagle na zapalenie płuc i został pochowany na Cmentarzu Łyczakowskim.

## Prace (wybrane)
- pomnik Seweryna Goszczyńskiego na cmentarzu Łyczakowskim
- pomnik grobowy Juliana Konstantego Ordona na Łyczakowie
- pomnik nagrobny generała Józefa Śmiechowskiego na Łyczakowie
- pomnik Józefy Markowskiej na łyczakowskiej nekropolii
- pomnik Feliksa Mikulskiego na Łyczakowie – wykonanie przy współpracy ze Stefanem Jarzymowskim.
- nagrobek arcybiskupa ormiańskiego Grzegorza Szymonowicza
- pomnik nagrobny-obelisk burmistrza Sanoka, Cyryla Jaksa Ładyżyńskiego na Cmentarzu Centralnym w Sanoku (1898)[2]
- pomnik Teofila Wiśniowskiego i Józefa Kapuścińskiego na Górze Stracenia (Kleparów)
- pomnik Jana Kilińskiego w parku Stryjskim
- pomnik Bartosza Głowackiego we Lwowie (współautor Grzegorz Kuźniewicz)
- podstawa pomnika Jana III Sobieskiego (współpraca z Tadeuszem Barączem) na Wałach Hetmańskich
- posąg Fortuna wieńcząca pracę w holu Galicyjskiej Kasy Oszczędności
- statua Polihymnii dla Teatru Miejskiego (posągowi dał twarz swojej córki Zofii)
- grupa alegoryczna na fasadzie Pałacu Sztuki Powszechnej Wystawie Krajowej we Lwowie 1894
- Pomnik Tadeusza Kościuszki wykonany dla władz miejskich Sanoka, istniejący w latach 1902-1941 na placu św. Jana
- pomnik grobowy Jana Lama na Łyczakowie
- popiersie Franciszka Karpińskiego w Hołoskowie
- pomnik nagrobny Teofila Sokalskiego na cmentarzu w Zakopanem
- pomnik nagrobny Stefana Kaczały we wsi Szelpaki, położonej pomiędzy Zbarażem i Podwołoczyskami
- pomnik nagrobny Mroczkowskich w Stanisławowie
- pomnik nagrobny Terleckich w Tarnopolu
- pomnik nagrobny Wiktora Radwan Wołodkowicza (zm. 1891)[3], właściciela dóbr Dobrowody obok m-ka Monasterzyska, na cmentarzu rzymskokatolickim we wsi Kowalówka (praca warsztatowa)[4]